# Aerofobie
Aerofobia este teama patologică de curenți de aer sau de a călători cu aparate de zbor.
Se manifestă ca simptom al unor afecțiuni nervoase sau de altă natură: isterie, turbare etc.
Este adesea însoțită de: agorafobie, acrofobie, claustrofobie sau de anxietate.

## Persoane care au această afecțiune
- Stanley Kubrick
- Isaac Asimov
- David Bowie
- Whoopi Goldberg
- Dennis Bergkamp
- Kim Jong Il
- Lars von Trier
- Ritchie Valens